# Disque volant aux Jeux mondiaux de 2025
Navigation
Birmingham 2022 Karlsruhe 2029
Les épreuves de disque-volant des Jeux mondiaux de 2025 ont lieu du 8 au 16 août 2025 à Chengdu en Chine.
Comme dans les jeux précédents, un tournoi mixte d'ultimate est organisé mais aussi un tournoi de Disc golf, épreuve qui refait sont apparition après une première apparition aux Jeux mondiaux d'Akita en 2001

## Ultimate

### Organisation
La compétition a lieu du 12 au 16 août sur la piste d’athlétisme du campus de  Chengdu Sport de l'Université du sport.
La compétition est mixte et chaque équipe est composé d'un homme et d'une femme.
8 équipes sont sélectionnées, : 
L'épreuve de qualification pour les Jeux Mondiaux sera celle de la saison de coupe du monde la plus récente, organisé au moins 8 mois avant les Jeux Mondiaux. Les trois divisions Open, Féminins et Mixte seront utilisées pour établir un classement global ; en cas d'égalité, le classement final de l'équipe en division Mixte sera déterminant.
Ainsi, le premier pays gagne 100 points, le deuxième 95 points, le troisième 91 points avec un barème dégressif.
Le pays hôte lui est automatiquement qualifié s'il a présenté une équipe au championnats du monde 2024.
Équipes sélectionnées
| - États-Unis - Canada - Allemagne - Japon | - France - Australie - Colombie - Chine |

Le Royaume-Uni, quoique dans le classement, ne présentera pas d'équipe.

### Tour préliminaire
- En gras, qualifié pour les demi-finales

|   | Équipe     | Points | J | V | BP | BC | +/- |
| - | ---------- | ------ | - | - | -- | -- | --- |
| 1 | États-Unis | 0      | 0 | 0 | 0  | 0  | 0   |
| 2 | Allemagne  | 0      | 0 | 0 | 0  | 0  | 0   |
| 3 | Japon      | 0      | 0 | 0 | 0  | 0  | 0   |
| 4 | Chine      | 0      | 0 | 0 | 0  | 0  | 0   |

| 12 août 10:00 | États-Unis |  |  | Japon     |
| 12 août 15:30 | Allemagne  |  |  | Chine     |
| 13 août 10:00 | États-Unis |  |  | Allemagne |
| 13 août 17:30 | Japon      |  |  | Chine     |
| 14 août 12:00 | Allemagne  |  |  | Japon     |
| 14 août 15:30 | États-Unis |  |  | Chine     |

|   | Équipe    | Points | J | V | BP | BC | +/- |
| - | --------- | ------ | - | - | -- | -- | --- |
| 1 | Australie | 0      | 0 | 0 | 0  | 0  | 0   |
| 2 | Colombie  | 0      | 0 | 0 | 0  | 0  | 0   |
| 3 | France    | 0      | 0 | 0 | 0  | 0  | 0   |
| 4 | Canada    | 0      | 0 | 0 | 0  | 0  | 0   |

| 12 août 12:00 | Colombie  |  |  | Canada   |
| 12 août 17:30 | Australie |  |  | France   |
| 13 août 12:00 | Australie |  |  | Colombie |
| 13 août 15:30 | France    |  |  | Canada   |
| 14 août 10:00 | Australie |  |  | Canada   |
| 14 août 15:30 | Colombie  |  |  | France   |

### Phase finale
|  | Demi-finales   | Demi-finales   |  |  | Finale         | Finale         |
|  | Demi-finales   | Demi-finales   |  |  | Finale         | Finale         |
|  |                |                |  |  |                |                |
|  | 15 août, 15h30 | 15 août, 15h30 |  |  | 16 août, 17h30 | 16 août, 17h30 |
|  | 15 août, 15h30 | 15 août, 15h30 |  |  | 16 août, 17h30 | 16 août, 17h30 |
|  |                |                |  |  | 16 août, 17h30 | 16 août, 17h30 |
|  |                |                |  |  | 16 août, 17h30 | 16 août, 17h30 |
|  |                |                |  |  | 16 août, 17h30 | 16 août, 17h30 |
|  |                |                |  |  |                |                |
|  | 15 août, 17h30 |                |  |  |                |                |
|  |                |                |  |  |                |                |
|  |                |                |  |  |                |                |
|  |                |                |  |  |                |                |
|  |                |                |  |  |                |                |
|  | 3e place       |                |  |  |                |                |
|  |                |                |  |  |                |                |
|  | 16 août, 15h30 |                |  |  |                |                |
|  |                |                |  |  |                |                |
|  |                |                |  |  |                |                |
|  |                |                |  |  |                |                |
|  |                |                |  |  |                |                |
|  |                |                |  |  |                |                |

|  | Matches de classement | Matches de classement |  |  | 5e place       | 5e place       |
|  | Matches de classement | Matches de classement |  |  | 5e place       | 5e place       |
|  |                       |                       |  |  |                |                |
|  | 15 août, 10h00        | 15 août, 10h00        |  |  | 16 août, 12h00 | 16 août, 12h00 |
|  | 15 août, 10h00        | 15 août, 10h00        |  |  | 16 août, 12h00 | 16 août, 12h00 |
|  |                       |                       |  |  | 16 août, 12h00 | 16 août, 12h00 |
|  |                       |                       |  |  | 16 août, 12h00 | 16 août, 12h00 |
|  |                       |                       |  |  | 16 août, 12h00 | 16 août, 12h00 |
|  |                       |                       |  |  |                |                |
|  | 15 août, 12h30        |                       |  |  |                |                |
|  |                       |                       |  |  |                |                |
|  |                       |                       |  |  |                |                |
|  |                       |                       |  |  |                |                |
|  |                       |                       |  |  |                |                |
|  | 7e place              |                       |  |  |                |                |
|  |                       |                       |  |  |                |                |
|  | 16 août, 10h00        |                       |  |  |                |                |
|  |                       |                       |  |  |                |                |
|  |                       |                       |  |  |                |                |
|  |                       |                       |  |  |                |                |
|  |                       |                       |  |  |                |                |
|  |                       |                       |  |  |                |                |

## Disc Golf

### Organisation
La compétition a lieu du 8 au 10 août au Guixi Park situé dans la zone de développement Chengdu Hi-Tech.
La compétition est mixte et chaque équipe est composé de 14 joueurs, 7 hommes et 7 femmes.
16 équipes sont sélectionnées,. Le pays hôte se voit automatiquement attribuer un quota, celui-ci devant participer au championnat du Monde de Disc Golf par équipes WFDF 2024.
Les quinze meilleurs pays au classement mondial 2024 sont sélectionnés ; il est basé sur un système de points réparti selon plusieurs critères :
- Championnats du Monde par Équipe (WTDGC) : on prend en compte les 3 dernières éditions et chaque équipe reçoit 5 points pour la participation et 3 fois le nombre d’équipes participantes selon leur classement final.
- Championnats Continentaux par Équipe (CTDGC) : on prend en compte la dernière édition et chaque équipe reçoit 3 points pour la participation et 2 fois le nombre d’équipes participantes selon leur classement final.
- Classement individuel PDGA : on prend les meilleurs joueurs (1 homme et 1 femme) de chaque pays et les points sont attribués selon la règle 1er : 100 points, 2e : 97, 3e : 94, puis ça descend de 2 points jusqu’au 30e, ensuite de 1 point jusqu’au 100e.
- Matchs Tests ou Championnats Régionaux : chaque équipe reçoit 1 point pour la participation et 1 point par position finale.

équipes sélectionnées
| - Estonie - Finlande - Canada - États-Unis | - Autriche - Australie - Allemagne - Tchéquie | - Royaume-Uni - Norvège - France - Japon | - Chine - Slovaquie - Lettonie - Nouvelle-Zélande - Lituanie |

## Médaillés
| Épreuves | Or | Argent | Bronze |
| -------- | --- | --- | --- |
| Ultimate | États-Unis- Marques Brownlee - Claire Chastain - Dawn Culton - Carolyn Finney - Dylan Freechild - Kameryn Groom - Raphael Hayes - Kaela Helton - Christopher Kocher - Henry Ing - Grant Lindsley - Anna Thompson - Claire Trop | Canada- Malik Auger-Semmar - Anouchka Beaudry - Malcolm Bryson - Gagandeep Chatha - Florence Dionne - Brittney dos Santos - Thomas Edmonds - Sarah Beth Jacobson - Lauren Kimura - Mika Kurahashi - Mark Lloyd - Martin-Leo Savoie-Gallant - Quinn Snider - Molly Wedge | France- Gael Ancelin - Paul Benvegnen - Camille Blanc - Elliot Bonnet - Zoe Forget - Tifaine Latchy - Chloe Ollivier - Sacha Poitte-Sokolsky - Salome Raulet - Sullivan Roblet - Simon Ruelle - Leo Stanguennec - Chloe Vallet |

## Tableau des médailles
| Rang  | Nation | Or | Argent | Bronze | Total |
| ----- | ------ | -- | ------ | ------ | ----- |
| Total | Total  | -  | -      | -      | -     |